# Líchkove
Líchkove (en ucraniano: Личкове, romanizado: Lýchkove) es un pueblo ucraniano perteneciente al óblast de Dnipropetrovsk. Situado en el centro del país, forma parte del raión de Samar y es centro del municipio (hromada) homónimo.

## Toponimia
El nombre del asentamiento en ruso es Líchkovo (en ruso: Лычково). 

## Geografía
Líchkove se encuentra en la orilla sur del río Oril y el canal Dniéper-Dombás, 50 km al norte de Samar y 70 km al norte de Dnipró.  

## Historia
El pueblo fue fundado en la segunda mitad del siglo XVII, cuyo nombre procede de Lychka, uno de los primeros cosacos de Zaporiyia que se asentaron allí.

## Demografía
La evolución de la población de Líchkove entre 1908 y 2001 fue la siguiente:
| 2708                                                          | 2822 |
| (Fuente: Cities & Towns of Ukraine y UKRAINE: Größere Städte) |      |

Según el censo de 2001, la lengua materna de la mayoría de los habitantes, el 94,37%, es el ucraniano; del 4,75%, el ruso.

## Infraestructura

### Transporte
Por el pueblo pasa la carretera territorial T-0412. 